# Dovis Bičkauskis
Dovis Bičkauskis (Šiauliai, 5 settembre 1993) è un cestista lituano.